# Michael Gleason
Michael Daniel Gleason (Filadelfia, 16 novembre 1876 – Filadelfia, 11 gennaio 1923) è stato un canottiere statunitense.
Gleason partecipò ai Giochi olimpici di Saint Louis 1904 con la squadra Vesper Boat Club nella gara di otto, in cui conquistò la medaglia d'oro.

## Palmarès
In carriera ha conseguito i seguenti risultati:
- Giochi olimpici

St. Louis 1904: oro nell'otto.